# Saint-Côme-et-Maruéjols
Saint-Côme-et-Maruéjols est une commune française située dans le sud du département du Gard, en région Occitanie.
Exposée à un climat méditerranéen, elle est drainée par le ruisseau de la Tourancelle et par divers autres petits cours d'eau. La commune possède un patrimoine naturel remarquable composé d'une zone naturelle d'intérêt écologique, faunistique et floristique.
Saint-Côme-et-Maruéjols est une commune urbaine qui compte 797 habitants en 2022, après avoir connu une forte hausse de la population depuis 1975. Elle fait partie de l'aire d'attraction de Nîmes. Ses habitants sont appelés les Saint-Cômois et Saint-Cômoises.
Le patrimoine architectural de la commune comprend un immeuble protégé au titre des monuments historiques : l'oppidum de Mauressip, classé en 1978 et inscrit en 1982.

## Géographie
Les communes de Parignargues, Clarensac, Saint-Dionisy, Calvisson, Souvignargues et Montpezat sont limitrophes de la commune de Saint Côme et Maruéjols. Ses habitants s'appellent les Saint-Cômois et Saintes-Cômoises.
Saint-Côme-et-Maruéjols, commune de la Communauté d'agglomération de Nîmes Métropole, est l'une des 79 communes membres du Schéma de Cohérence Territoriale SCOT du Sud du Gard (voir lien) et fait également partie des 41 communes du Pays Garrigues Costières.

### Climat
Pour des articles plus généraux, voir Climat de l'Occitanie et Climat du Gard.
En 2010, le climat de la commune est de type climat méditerranéen franc, selon une étude s'appuyant sur une série de données couvrant la période 1971-2000. En 2020, Météo-France publie une typologie des climats de la France métropolitaine dans laquelle la commune est exposée à un climat méditerranéen et est dans la région climatique Provence, Languedoc-Roussillon, caractérisée par une pluviométrie faible en été, un très bon ensoleillement (2 600 h/an), un été chaud (21,5 °C), un air très sec en été, sec en toutes saisons, des vents forts (fréquence de 40 à 50 % de vents > 5 m/s) et peu de brouillards.
Pour la période 1971-2000, la température annuelle moyenne est de 14,2 °C, avec une amplitude thermique annuelle de 17,3 °C. Le cumul annuel moyen de précipitations est de 826 mm, avec 6,8 jours de précipitations en janvier et 2,9 jours en juillet. Pour la période 1991-2020, la température moyenne annuelle observée sur la station météorologique la plus proche, située sur la commune de Villevieille à 10 km à vol d'oiseau, est de 14,8 °C et le cumul annuel moyen de précipitations est de 761,1 mm,. Pour l'avenir, les paramètres climatiques de la commune estimés pour 2050 selon différents scénarios d’émission de gaz à effet de serre sont consultables sur un site dédié publié par Météo-France en novembre 2022.

### Milieux naturels et biodiversité

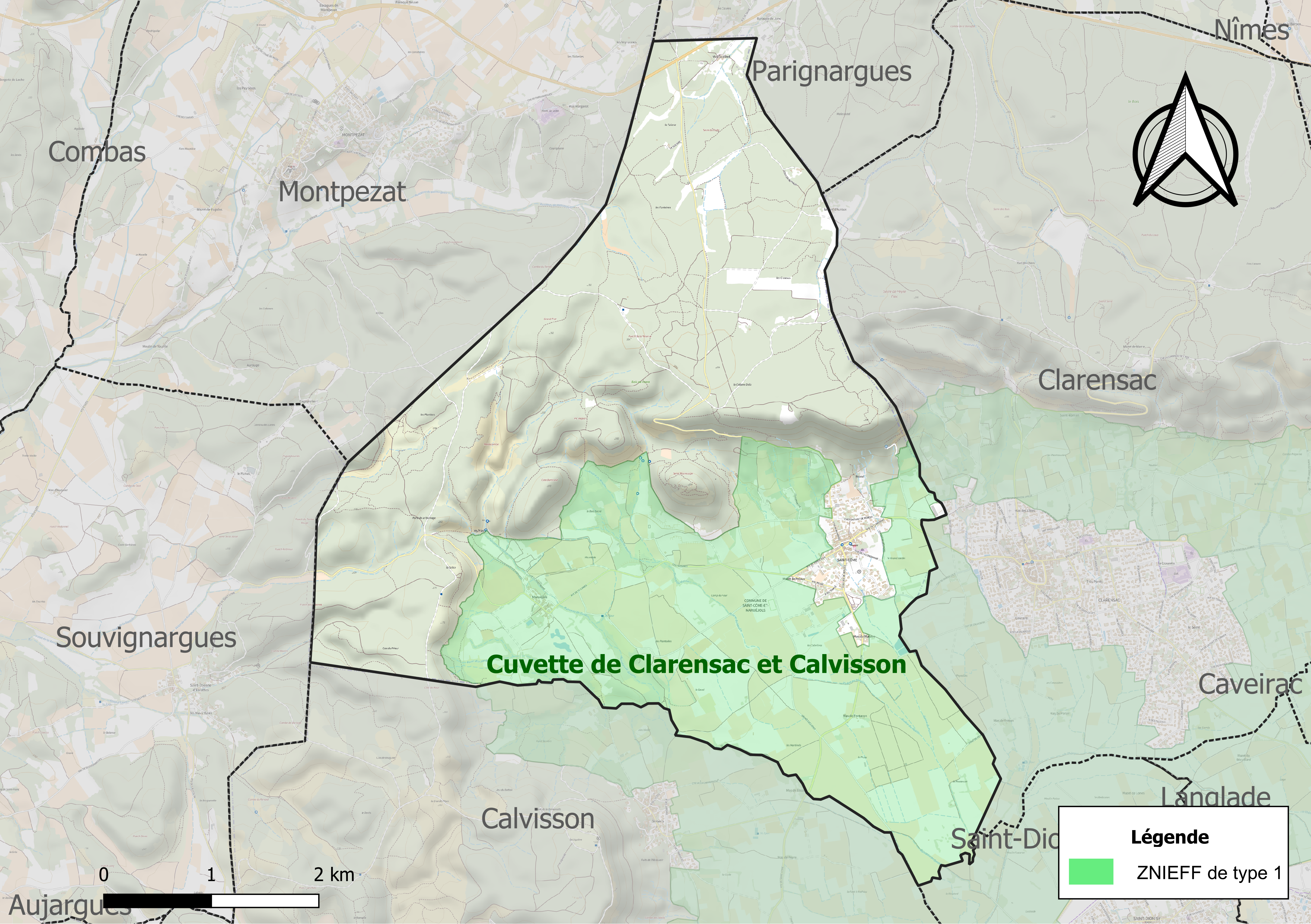
Carte de la ZNIEFF de type 1 localisée sur la commune.

L’inventaire des zones naturelles d'intérêt écologique, faunistique et floristique (ZNIEFF) a pour objectif de réaliser une couverture des zones les plus intéressantes sur le plan écologique, essentiellement dans la perspective d’améliorer la connaissance du patrimoine naturel national et de fournir aux différents décideurs un outil d’aide à la prise en compte de l’environnement dans l’aménagement du territoire.
Une ZNIEFF de type 1 est recensée sur la commune :
la « Cuvette de Clarensac et Calvisson » (2 641 ha), couvrant 8 communes du département.

## Urbanisme

### Typologie
Au 1er janvier 2024, Saint-Côme-et-Maruéjols est catégorisée petite ville, selon la nouvelle grille communale de densité à sept niveaux définie par l'Insee en 2022.
Elle est située hors unité urbaine. Par ailleurs la commune fait partie de l'aire d'attraction de Nîmes, dont elle est une commune de la couronne,. Cette aire, qui regroupe 92 communes, est catégorisée dans les aires de 200 000 à moins de 700 000 habitants,.

### Occupation des sols
L'occupation des sols de la commune, telle qu'elle ressort de la base de données européenne d’occupation biophysique des sols Corine Land Cover (CLC), est marquée par l'importance des forêts et milieux semi-naturels (52,5 % en 2018), une proportion identique à celle de 1990 (52,5 %). La répartition détaillée en 2018 est la suivante : 
forêts (51 %), cultures permanentes (23,2 %), zones agricoles hétérogènes (14,7 %), prairies (6,7 %), zones urbanisées (2,9 %), milieux à végétation arbustive et/ou herbacée (1,5 %). L'évolution de l’occupation des sols de la commune et de ses infrastructures peut être observée sur les différentes représentations cartographiques du territoire : la carte de Cassini (XVIIIe siècle), la carte d'état-major (1820-1866) et les cartes ou photos aériennes de l'IGN pour la période actuelle (1950 à aujourd'hui).

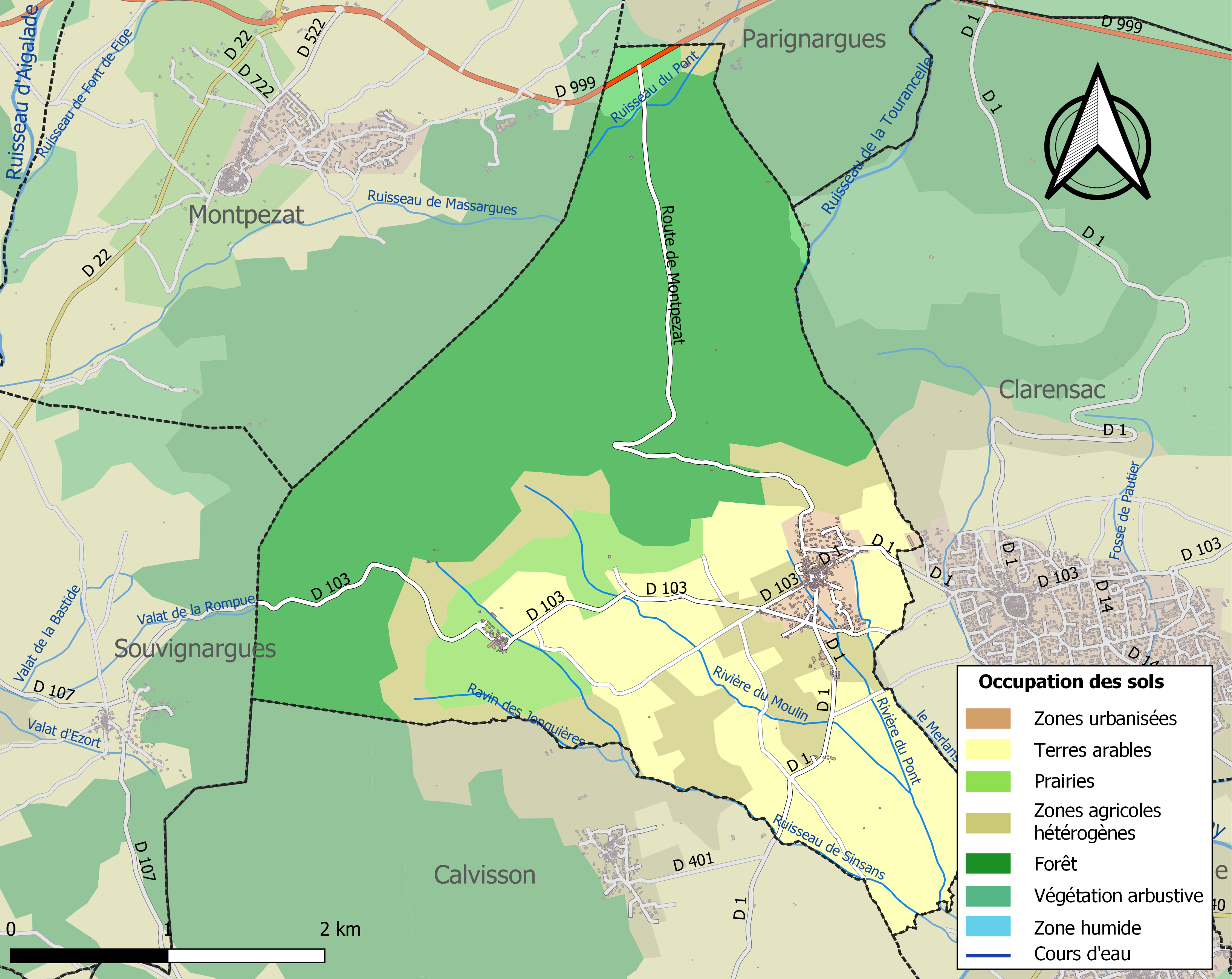
Carte des infrastructures et de l'occupation des sols de la commune en 2018 (CLC).

### Risques majeurs
Le territoire de la commune de Saint-Côme-et-Maruéjols est vulnérable à différents aléas naturels : météorologiques (tempête, orage, neige, grand froid, canicule ou sécheresse), inondations, feux de forêts et séisme (sismicité faible). Il est également exposé à un risque technologique,  le transport de matières dangereuses. Un site publié par le BRGM permet d'évaluer simplement et rapidement les risques d'un bien localisé soit par son adresse soit par le numéro de sa parcelle.

#### Risques naturels
Certaines parties du territoire communal sont susceptibles d’être affectées par le risque d’inondation par débordement de cours d'eau et par une crue torrentielle ou à montée rapide de cours d'eau, notamment La commune a été reconnue en état de catastrophe naturelle au titre des dommages causés par les inondations et coulées de boue survenues en 1982, 1988, 1992, 2002, 2005, 2014 et 2021,.

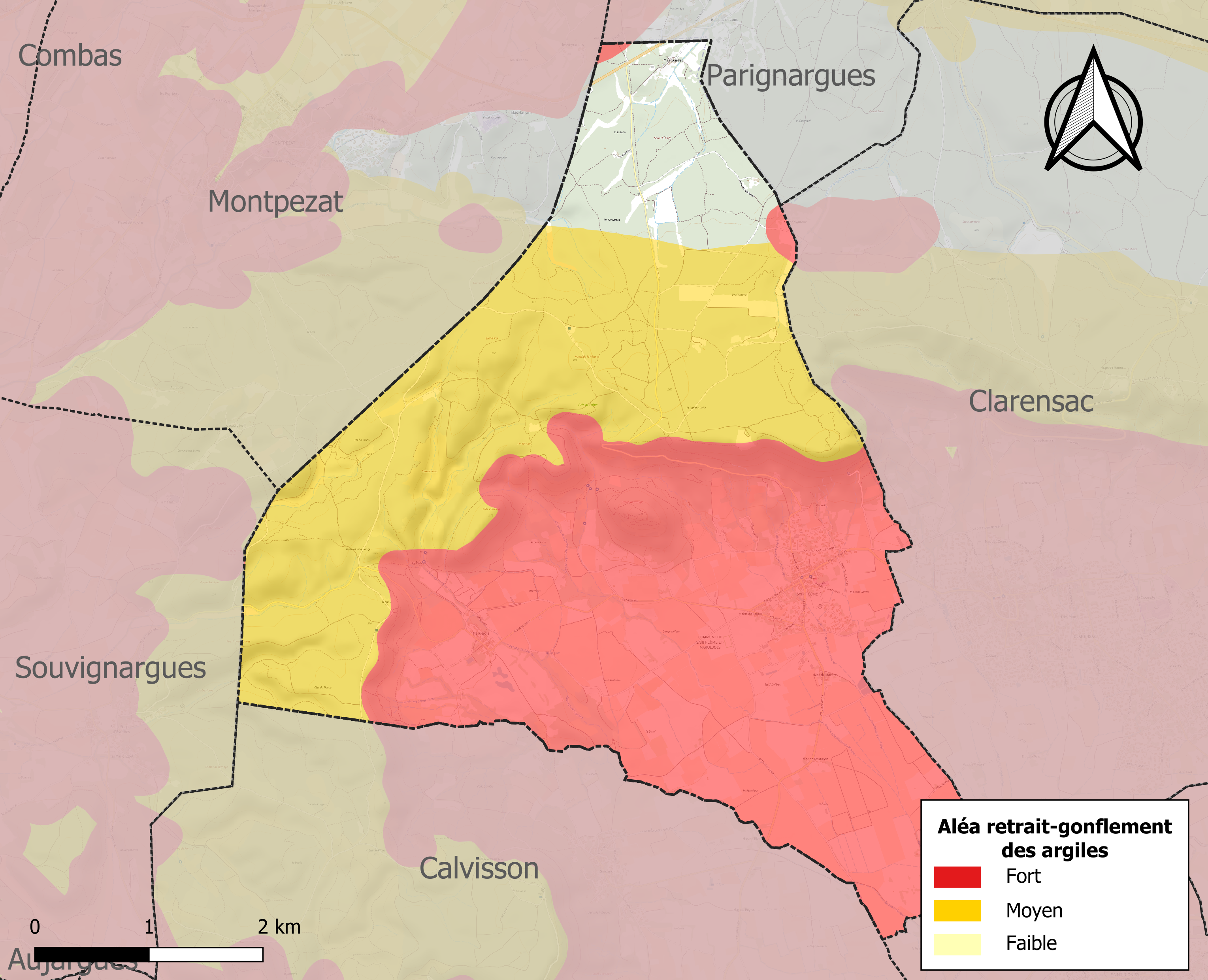
Carte des zones d'aléa retrait-gonflement des sols argileux de Saint-Côme-et-Maruéjols.

Le retrait-gonflement des sols argileux est susceptible d'engendrer des dommages importants aux bâtiments en cas d’alternance de périodes de sécheresse et de pluie. 90,2 % de la superficie communale est en aléa moyen ou fort (67,5 % au niveau départemental et 48,5 % au niveau national). Sur les 328 bâtiments dénombrés sur la commune en 2019, 324 sont en aléa moyen ou fort, soit 99 %, à comparer aux 90 % au niveau départemental et 54 % au niveau national. Une cartographie de l'exposition du territoire national au retrait gonflement des sols argileux est disponible sur le site du BRGM,.
Par ailleurs, afin de mieux appréhender le risque d’affaissement de terrain, l'inventaire national des cavités souterraines permet de localiser celles situées sur la commune.

#### Risques technologiques
Le risque de transport de matières dangereuses sur la commune est lié à sa traversée par des infrastructures routières ou ferroviaires importantes ou la présence d'une canalisation de transport d'hydrocarbures. Un accident se produisant sur de telles infrastructures est en effet susceptible d’avoir des effets graves au bâti ou aux personnes jusqu’à 350 m, selon la nature du matériau transporté. Des dispositions d’urbanisme peuvent être préconisées en conséquence.

## Étymologie
Cosmas, martyr du IIIe siècle. Maruéjols, du gaulois ialo (lieu, clairière, espace) caractérisé par un autre terme gaulois, l'adjectif maro- (grand).

## Histoire

### Antiquité
Un atelier de poterie produit des amphores à vin de type G8 pendant l'époque augustéenne, (27 av. J.-C. - 14 apr. J.-C.).

### Moyen Âge
- Sanctus-Cosmas[19] 1146

Les terres de Saint-Côme et Maruejols furent érigées en marquisat en 1751 sous le nom de Rochemore-Saint Côme pour Paul-Ange de Rochemore.

### XIXesiècle
La commune est née de la fusion, en 1812, des deux communes voisines de Saint-Côme et de Maruéjols ; la première, au cours de la Révolution française, porta provisoirement les noms de Caramaule et de Cosme. Claude dit "de Begaud" a vécu sur ces terres arides et a construit un « poulaillé ». Son chien avait coutume de réveiller le voisinage.

## Politique et administration
| Période                                  | Période  | Identité       | Étiquette | Qualité     |
| ---------------------------------------- | -------- | -------------- | --------- | ----------- |
| mars 2014                                | En cours | Michel Verdier | SE        | Agriculteur |
| Les données manquantes sont à compléter. |          |                |           |             |

### Intercommunalité
La commune fait partie de la communauté d'agglomération Nîmes Métropole (CANIM), dont le siège se trouve à Nîmes et dont le président est Yvan Lachaud (UDI).

## Démographie
L'évolution du nombre d'habitants est connue à travers les recensements de la population effectués dans la commune depuis 1793. Pour les communes de moins de 10 000 habitants, une enquête de recensement portant sur toute la population est réalisée tous les cinq ans, les populations de référence des années intermédiaires étant quant à elles estimées par interpolation ou extrapolation. Pour la commune, le premier recensement exhaustif entrant dans le cadre du nouveau dispositif a été réalisé en 2008.

En 2022, la commune comptait 797 habitants, en évolution de +3,51 % par rapport à 2016 (Gard : +2,97 %, France hors Mayotte : +2,11 %).
| 1793 | 1800 | 1806 | 1821 | 1831 | 1836 | 1841 | 1846 | 1851 |
| ---- | ---- | ---- | ---- | ---- | ---- | ---- | ---- | ---- |
| 508  | 542  | 558  | 742  | 705  | 720  | 694  | 645  | 646  |

| 1856 | 1861 | 1866 | 1872 | 1876 | 1881 | 1886 | 1891 | 1896 |
| ---- | ---- | ---- | ---- | ---- | ---- | ---- | ---- | ---- |
| 615  | 611  | 610  | 586  | 533  | 466  | 349  | 355  | 355  |

| 1901 | 1906 | 1911 | 1921 | 1926 | 1931 | 1936 | 1946 | 1954 |
| ---- | ---- | ---- | ---- | ---- | ---- | ---- | ---- | ---- |
| 402  | 366  | 383  | 378  | 345  | 335  | 318  | 266  | 297  |

| 1962 | 1968 | 1975 | 1982 | 1990 | 1999 | 2006 | 2008 | 2013 |
| ---- | ---- | ---- | ---- | ---- | ---- | ---- | ---- | ---- |
| 327  | 294  | 290  | 351  | 410  | 570  | 712  | 753  | 772  |

| 2018 | 2022 | - | - | - | - | - | - | - |
| ---- | ---- | - | - | - | - | - | - | - |
| 809  | 797  | - | - | - | - | - | - | - |

## Économie

### Revenus
En 2018  (données Insee publiées en septembre 2021), la commune compte 329 ménages fiscaux, regroupant 804 personnes. La médiane du revenu disponible par unité de consommation est de 24 440 € (20 020 € dans le département).

### Emploi
|                | 2008   | 2013  | 2018  |
| -------------- | ------ | ----- | ----- |
| Commune        | 6,7 %  | 7,7 % | 8,5 % |
| Département    | 10,6 % | 12 %  | 12 %  |
| France entière | 8,3 %  | 10 %  | 10 %  |

En 2018, la population âgée de 15 à 64 ans s'élève à 550 personnes, parmi lesquelles on compte 81,5 % d'actifs (72,9 % ayant un emploi et 8,5 % de chômeurs) et 18,5 % d'inactifs,. Depuis 2008, le taux de chômage communal (au sens du recensement) des 15-64 ans est inférieur à celui de la France et du département.
La commune fait partie de la couronne de l'aire d'attraction de Nîmes, du fait qu'au moins 15 % des actifs travaillent dans le pôle,. Elle compte 79 emplois en 2018, contre 74 en 2013 et 68 en 2008. Le nombre d'actifs ayant un emploi résidant dans la commune est de 405, soit un indicateur de concentration d'emploi de 19,6 % et un taux d'activité parmi les 15 ans ou plus de 67,7 %.
Sur ces 405 actifs de 15 ans ou plus ayant un emploi, 43 travaillent dans la commune, soit 11 % des habitants. Pour se rendre au travail, 90,6 % des habitants utilisent un véhicule personnel ou de fonction à quatre roues, 3,2 % les transports en commun, 3,6 % s'y rendent en deux-roues, à vélo ou à pied et 2,5 % n'ont pas besoin de transport (travail au domicile).

### Activités hors agriculture

#### Secteurs d'activités
53 établissements sont implantés  à Saint-Côme-et-Maruéjols au 31 décembre 2019. Le tableau ci-dessous en détaille le nombre par secteur d'activité et compare les ratios avec ceux du département,.
| Secteur d'activité                                                                                        | Commune | Commune | Département |
| Secteur d'activité                                                                                        | Nombre  | %       | %           |
| --- | ------- | ------- | ----------- |
| Ensemble                                                                                                  | 53      |         |             |
| Industrie manufacturière, industries extractives et autres                                                | 3       | 5,7 %   | (7,9 %)     |
| Construction                                                                                              | 8       | 15,1 %  | (15,5 %)    |
| Commerce de gros et de détail, transports, hébergement et restauration                                    | 11      | 20,8 %  | (30 %)      |
| Activités immobilières                                                                                    | 6       | 11,3 %  | (4,1 %)     |
| Activités spécialisées, scientifiques et techniques et activités de services administratifs et de soutien | 14      | 26,4 %  | (14,9 %)    |
| Administration publique, enseignement, santé humaine et action sociale                                    | 7       | 13,2 %  | (13,5 %)    |
| Autres activités de services                                                                              | 4       | 7,5 %   | (8,8 %)     |

Le secteur des activités spécialisées, scientifiques et techniques et des activités de services administratifs et de soutien est prépondérant sur la commune puisqu'il représente 26,4 % du nombre total d'établissements de la commune (14 sur les 53 entreprises implantées  à Saint-Côme-et-Maruéjols), contre 14,9 % au niveau départemental.

#### Entreprises et commerces
Les deux entreprises ayant leur siège social sur le territoire communal qui génèrent le plus de chiffre d'affaires en 2020 sont : 
- Bela SARL, commerce de détail de fruits et légumes en magasin spécialisé (395 k€)
- SAS Du Bois Sacre, location de terrains et d'autres biens immobiliers (9 k€)

### Agriculture
La commune est dans les Garrigues, une petite région agricole occupant le centre du département du Gard. En 2020, l'orientation technico-économique de l'agriculture  sur la commune est la viticulture. 
|               | 1988 | 2000 | 2010 | 2020 |
| ------------- | ---- | ---- | ---- | ---- |
| Exploitations | 34   | 27   | 15   | 14   |
| SAU (ha)      | 475  | 483  | 422  | 303  |

Le nombre d'exploitations agricoles en activité et ayant leur siège dans la commune est passé de 34 lors du recensement agricole de 1988  à 27 en 2000 puis à 15 en 2010 et enfin à 14 en 2020, soit une baisse de 59 % en 32 ans. Le même mouvement est observé à l'échelle du département qui a perdu pendant cette période 61 % de ses exploitations,. La surface agricole utilisée sur la commune a également diminué, passant de 475 ha en 1988 à 303 ha en 2020. Parallèlement la surface agricole utilisée moyenne par exploitation a augmenté, passant de 14 à 22 ha.

## Culture locale et patrimoine

### Lieux et monuments

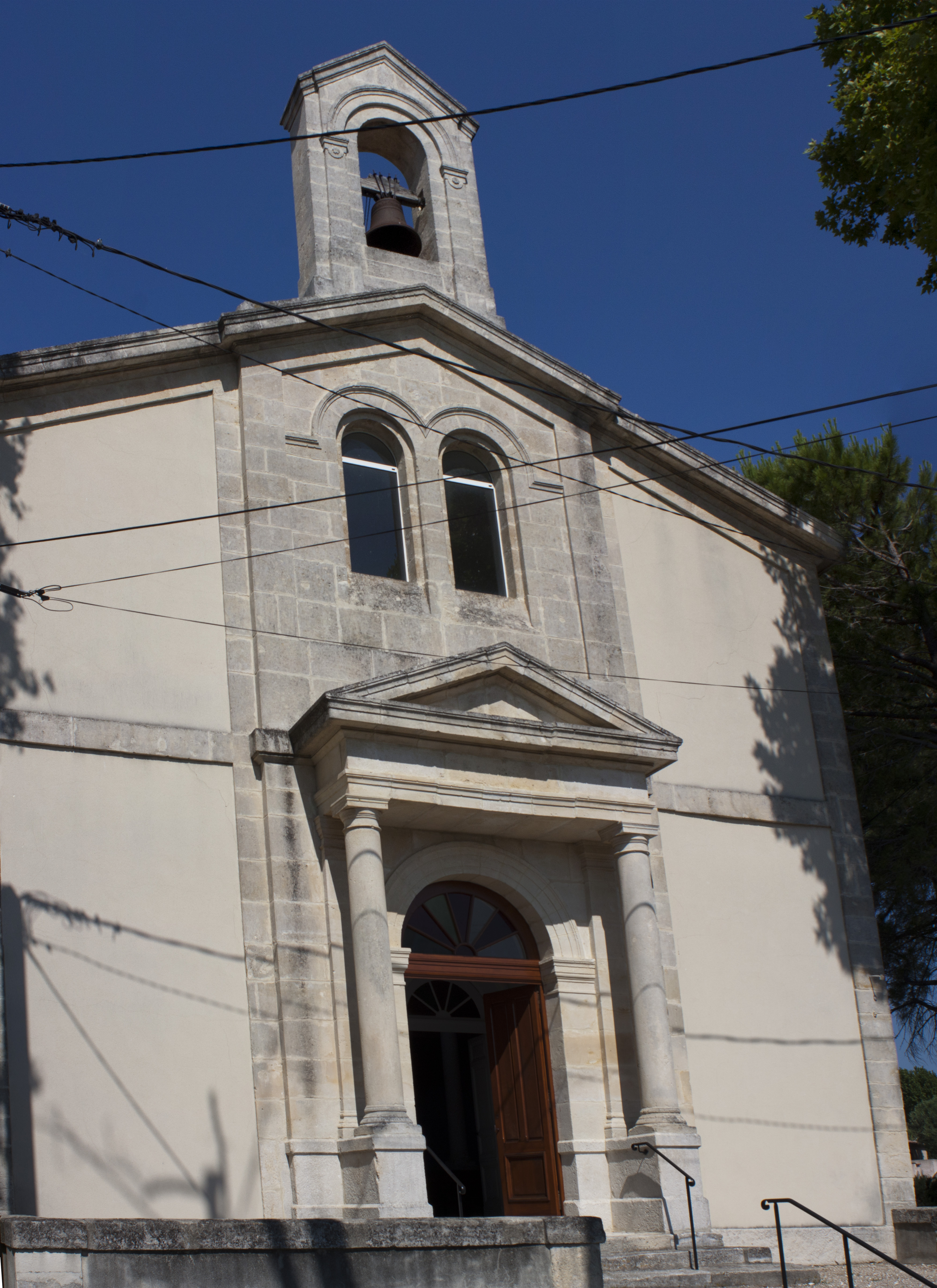
Temple de Saint-Côme et Maruéjols.

- Temple de Saint-Côme et Maruéjols.Oppidum de Mauressip ou Mouressipe : site archéologique ; oppidum (Âge du fer 2 ; Antiquité ; Haut-Empire), présence hellenisque, inscrit aux MH le 14 juin 1982. Propriété de la commune.
- Tour hellénistique et ruines attenantes d'habitat : cad. A 810 (inscription MH 8 septembre 1978).
- Horloge communale : très originale tour coiffée d'une sorte de petite flèche à tuiles en écailles ressemblant à un minaret (fin XIXe siècle) d'une hauteur de 27 mètres, édifiée en 1882/83 en remplacement d'un campanile en fer forgé au sein de l'ancien château aujourd'hui mairie et école
- Église Saint-Côme de Saint-Côme-et-Maruéjols : rebâtie à la fin du XVIIe siècle
- Temple de l'Église réformée de France de Saint-Côme-et-Maruéjols : seconde moitié XIXe siècle 1870
- Fontaines ou griffes sur deux places pittoresques ombragées de platanes
- Hameau de Maruéjols
- Ancien moulin à vent surplombant le village à 202 mètres d'altitude